# Marcello Tunasi
 (juin 2023).
Marcello Tunasi, de son nom complet Marcello Jérémie Tunasi né le 27 janvier 1975, au village de Kabare au Kivu, une province de la république démocratique du Congo, est un pasteur congolais.

## Biographie
Marcello Tunasi est pasteur à Kinshasa, compositeur de cantiques et auteur de plusieurs livres,,,,,,,. Il a des frères eux aussi pasteurs,.

### Vie privée
Marié à Blanche Kandolo Tunasi, qui décède le 11 Juin 2024 à Istanbul; ils ont quatre enfants : Oracle, Shukrani, Shiphra et Thabiri,,,.

Le 23 juillet 2025, il se marie à Esther Aïcha en Belgique.

## Polémique
En 2018, Marcello Tunasi critique le culte marial : « On ne prie pas Marie, celui qui prie Marie est dans l’idolâtrie ». En janvier 2021, il indique : « L’Église catholique est une salle d’attente de l’enfer ». Néanmoins, il explique que l’Église catholique n’est pas « son ennemie »,. À cette occasion, il reçoit le soutien du pasteur Paul Mukendi lui aussi critique de l'Église catholique.